# Charlotte Eaton
Charlotte Eaton é uma atriz britânica de televisão e teatro. É mais conhecida por interpretar Terri Dyke na sitcom britânica, Benidorm, durante a sétima temporada da série.